# Neobidessus atomus
Neobidessus atomus är en skalbaggsart som först beskrevs av Guignot 1957.  Neobidessus atomus ingår i släktet Neobidessus och familjen dykare. Inga underarter finns listade i Catalogue of Life.